# Палеокліматологія
Палеокліматоло́гія — наука, що вивчає кліматичні умови Землі в минулі геологічні епохи. Первісний склад і багаторічний режим атмосфери визначають переважно за палеокліматичними індикаторами (мінерали, гірські породи, викопні ґрунти, рештки рослин і тварин, ізотопи деяких елементів, дані палеомагнетизму, археологічні пам'ятки тощо), давній клімат — ще й шляхом реконструкції факторів і процесів кліматоутворення з урахуванням реліктових рис сучасної атмосфери. Палеокліматичні реконструкції мають велике значення для пояснення властивостей гірських порід, прогнозування наявності родовищ корисних копалин, передбачення тривалих змін сучасного клімату тощо.

## Історія

Зміни вмісту кисню в атмосферному повітрі за останній мільярд років

Перші спроби палеокліматичних тлумачень викопних органічних залишків належать англійському фізику і математику Р. Гуку. Він встановив 1686 року, що раніше на Землі клімат був теплішим, і пояснив цей факт зміною положення земної осі. Поштовхом до розвитку палеокліматології послужило відкриття і дослідження в Європі слідів четвертинного зледеніння (одним з основоположників вчення про зледеніння був Петро Кропоткін), які стали головними об'єктами вивчення палеокліматології. З 1880-х як показники древніх кліматів почали використовувати поряд з палеонтологічними даними літологічні, які значною мірою залежать від кліматичних чинників і служать вельми цінними кліматичними індикаторами: сіль (аридний клімат), боксити і бобова руда (чергування вологого і сухого теплого клімату), торф і кам'яне вугілля, каолін (вологий клімат), вапняк (теплий клімат), льодовикові морени (холодний клімат). З'являються монографії з історії стародавніх кліматів (французький вчений Е. Даке, 1915; німецькі — В. Кеппен і А. Вегенер, 1924; американський — К. Брукс, 1926; німецький — М. Шварцбах, 1950), в яких розвиток клімату ставилося в залежність від якогось одного фактора. Так, Брукс пояснював зміну клімату палеогеографічними умовами, Кеппен і Вегенер — переміщенням полюсів і дрейфом материків тощо. Теорії узагальнення з палеокліматології належать П. А. Тутковському, М. М. Страхову, В. М. Синицину, А. Пенку, А. Вегенеру.
Великий внесок у розвиток палеокліматології як окремої галузі знань зробив Альфред Вегенер. Він зробив багато у справі створення палеокліматичних реконструкцій, використовував їх для відновлення розташування континентів і обґрунтування власної теорії дрейфу материків.
Наприкінці XX століття були проведені масштабні міжнародні та міждисциплінарні проєкти з вивчення клімату: буріння покривних льодовиків Антарктиди і Гренландії; буріння великих континентальних озер з тривалою історією осадонакопичення: Байкалу, Іссик-Куля, Каспійського моря та деяких інших. У результаті отримано величезну кількість нових даних про історію клімату четвертинного і третинного періодів, однак створення кліматичної теорії, що пояснює всі факти, далеко від завершення. У науковому співтоваристві немає єдності з основоположних питань. Найпотужніший розвиток наука отримала наприкінці XX — початку XXI століть у зв'язку із загостренням проблеми зміни клімату. Її вирішення або хоча б розуміння того, що відбувається неможливо без ретельного вивчення історії клімату минулих геологічних епох.

## В Україні
В Україні проблемами палеокліматології займались у Відділенні географії Морського гідрофізичного інституту.